# 核 (群論)
数学の一分野、群論における群の核（かく、英: core）は、群の特定の特別な種類の正規部分群である。最もよく用いられるのは、部分群の正規核と群の p-核の二種類である。

## 正規核

### 定義
群 G に対して、G の部分群 H の正規核 (normal core) あるいは心 (core)とは、H に含まれる G の最大の正規部分群（あるいは同じことだが、H の共軛すべての交わり）である。より一般に、G の部分集合 S に関する H の核とは、S の元による H の共軛全ての交わり、すなわち
{\displaystyle \mathrm {Core} _{S}(H):=\bigcap _{s\in S}{s^{-1}Hs}}
をいう。この広い意味での定義での S = G に関する核が正規核である。正規閉包 HG = ⟨ g−1Hg | g ∈ G ⟩ との対比から正規核を HG と表すこともある。任意の正規部分群に対してその正規核は、それ自身と一致する。

### 特徴
正規核の概念は、群の集合への作用の文脈で重要である。各点における等方部分群の正規核は、その軌道の全体にわたって恒等変換として作用する。したがって、作用が推移的な場合、任意の等方部分群の正規核はちょうど作用の核に等しい。
無核部分群 (core-free subgroup) は、その正規核が自明群であるような群である。すなわち、推移的かつ忠実な群作用の等方部分群として無核部分群が生じる。
アーベル群における隠れ部分群問題の解法を一般化して、任意の群の部分群における正規核を求めることができる。

## p-核
本節で G は有限群とするが、いくつかの点においては局所有限群や副有限群に一般化される。

### 定義
素数 p に対して、有限群の p-核 (p-core) は、その最大の正規 p-部分群として定義される。これは、群の任意のシロー p-部分群の正規核、したがって {\displaystyle \textstyle \bigcap _{P\in \operatorname {Syl} _{p}(G)}P} である。G の p-核はしばしば Op(G) で表され、また特に、有限群のフィッティング部分群の定義などに用いられる。同様に、群 G の p′-核 (p′-core) は、その位数が p と互いに素であるような G の最大の正規部分群で、Op′(G) で表される。有限単純群の分類理論等を含めた有限非可解群の文脈では、2′-核をしばしば単に核と呼んで O(G) と書く。このとき、「群の核」と「群の部分群の核」は別な意味ということになるので、少々紛らわしい。また、さらに p′,p-核 Op′,p(G) は、剰余群
{\displaystyle O_{p',p}(G)/O_{p'}(G)=O_{p}(G/O_{p'}(G))}
として定義される。有限群の場合、p′,p-核は、その唯一の正規 p-冪零部分群になる。
群の p-核を、その唯一の連正規 (subnormal) p-部分群として定義することもできる。p′-核は唯一の最大連正規 p′-部分群であり、p′,p-核は唯一の連正規 p-冪零部分群である。
群の p′-核および p′,p-核は昇 p-列 (upper p-series) の初項になる。素数の集合 {π1, π2, ..., πn+1} に対して、部分群 Oπ1,π2,…,πn+1(G) を
{\displaystyle O_{\pi _{1},\pi _{2},\dots ,\pi _{n+1}}(G)/O_{\pi _{1},\pi _{2},\dots ,\pi _{n}}(G)=O_{\pi _{n+1}}(G/O_{\pi _{1},\pi _{2},\dots ,\pi _{n}}(G))}
で定義すると、π2i−1 = p′ および π2i = p と取ることにより昇 p-列が形成される。降 p-列も存在する。有限群が p-冪零 (p-nilpotent) であるとは、それが自身の p′,p-核に等しいことをいう。また、有限群が p-可解 (p-soluble) であるとは、それが自身の昇 p-列のいずれかの項と一致することをいう。なお、群 G の昇 p-列の長さを、G の p-長さ (p-length) と呼ぶ。さらに、素数 p に対して、有限群 G が p-束縛 (p-constrained) であるとは、
{\displaystyle C_{G}(O_{p',p}(G)/O_{p'}(G))\subseteq O_{p',p}(G)}
が成り立つことを言う。
任意の冪零群は p-冪零であり、任意の p-冪零群は p-可解である。任意の可解群は p-可解であり、任意の p-可解群は p-束縛である。群が p-冪零であるための必要十分条件は、それが正規 p-成分 (normal p-complement) でちょうど p′-核に一致するものを持つことである。

### 特徴
正規核の場合と同様、集合に作用している場合が重要である。p-核および p′-核は、ベクトル空間の上への群の作用を研究するモジュラー表現論において重要である。有限群の p-核は、標数 p の任意の体上の既約表現の核 (kernel) すべての交わりに一致する。一方、有限群の p′-核は、主 p-ブロックに属する通常（複素）既約表現の核すべての交わりに一致する。また、有限群の p′,p-核は標数 p の任意の体上の主 p-ブロックにおける既約表現全ての交わりである。有限群の p′,p-核は、位数が p で割り切れるアーベル主因子 (abelian chief factor) の中心化群全ての交わりとも一致する（アーベル主因子はどれも主ブロックに属する p-元体上の既約表現である）。有限群の場合、p-束縛群が主ブロックに属する標数 p の体上の既約表現となるための必要十分条件は、その群の p′-核が表現の核に含まれることである。

### 可解根基
同様の概念として、可解根基 (solvable radical) O∞(G) は最大の可解正規部分群として定義される。群の p′-核の定義にもいくつか違った種類のものを用いた文献がある。例えば、2′-核との類似性がよいという理由から、非可解群 G の p′-核を、その可解根基の p′-核として定義した文献がわずかに存在する（トンプソンの N-群に関する論文などはその例だが、以降の研究ではトンプソンはこの定義を採用していない）。